# Thom Gimbel
Thomas Ellis Gimbel, né le 1er novembre 1959 à Morristown, dans le New Jersey, est un musicien multi-instrumentiste américain, surtout connu en tant que membre du groupe de rock Foreigner.

## Biographie

### Les premières années
Gimbel commence à jouer de la batterie dès son plus jeune âge, commençant les cours en troisième année. Plus tard, il s'intéresse à la guitare. 
Il joue de la flûte et de la guitare et est le chanteur principal à la Northfield Mount Hermon School dans un groupe appelé Your Sister's A** avec Matt Thurber (batterie, qui jouera ensuite dans The Rings), Travis Hudelson (batterie, qui jouera avec Rich Deans), Jim Steinwedell (guitare, qui jouera plus tard dans Panzer [CA]), Steven Harriman (guitare) et Robert Burns (basse). L'année suivante, il continue à jouer dans des groupes de son école, postulant dans les écoles de musique de la côte est. 

### Jon Butcher
Après le lycée, Gimbel fréquente le Berklee College of Music de Boston où il se spécialise dans la composition et l' arrangement de jazz. Il y rencontre le guitariste Jon Butcher avec lequel il tourne aux États-Unis. Il joue avec Butcher pendant quatre ans en enregistrant trois albums studio pour Capitol Records. L'une des chansons qu'il a co-écrites avec Butcher et intitulée The Ritua est nommée pour un Grammy Award. Il retrouvera Jon en 2004 pour un nouvel album studio.

### Aerosmith
Gimbel devient musicien de tournée avec Aerosmith de 1989 à 1995, jouant des claviers, saxophones, percussions et chœurs. Pendant ce temps, il apparaît dans un sketch Wayne's World sur Saturday Night Live, et dans le film Wayne's World 2, où il interprète deux chansons.

### Foreigner

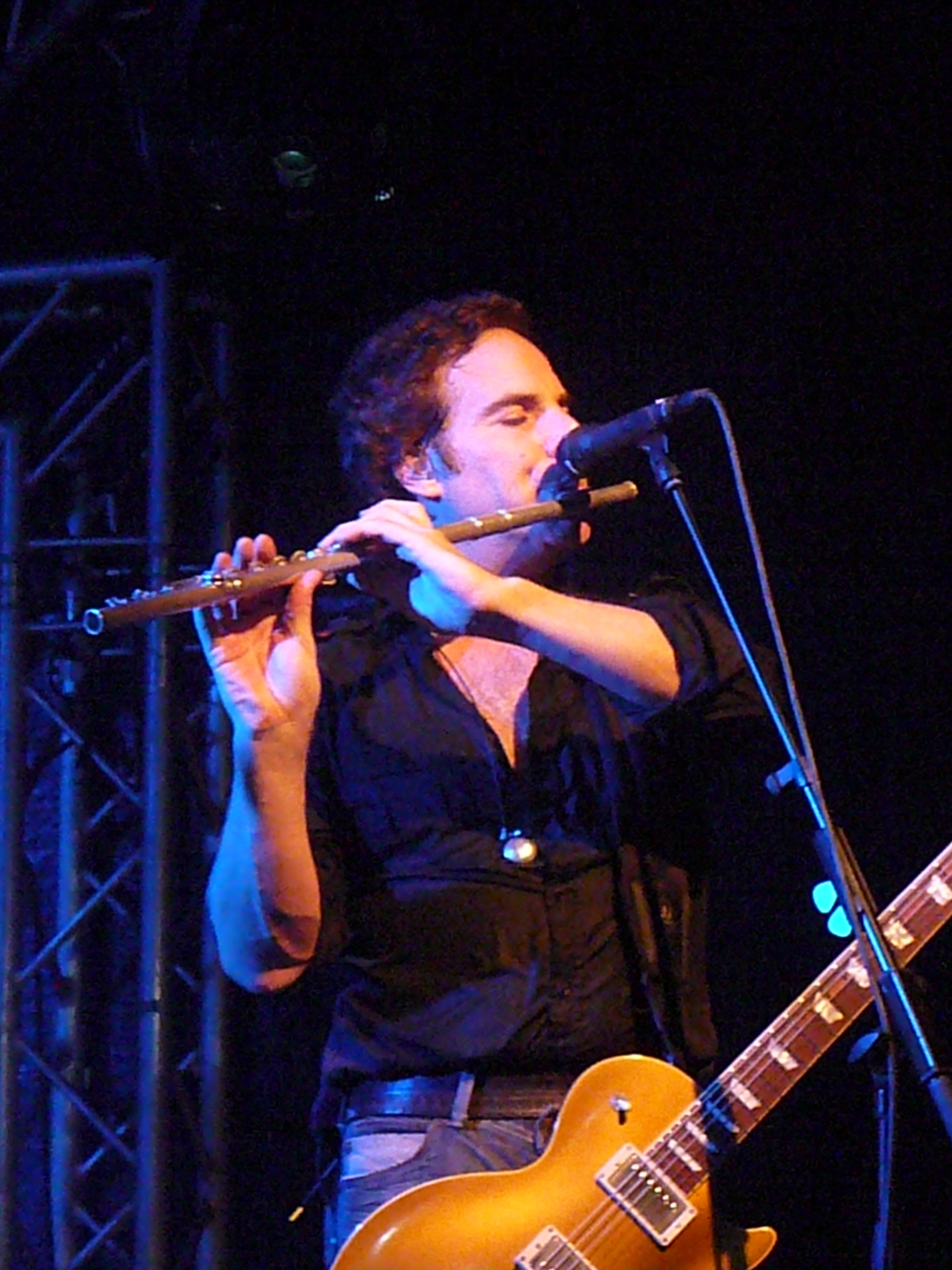
Thom Gimbel à la flûte le 30 juin 2009 à Luxembourg

Après avoir tourné avec Aerosmith sur le Pump Tour de 1989 à 1990, Gimbel rejoint Foreigner en 1992. Il retrouve Aerosmith en 1993–1994 pour le Get a Grip Tour et rejoint à nouveau Foreigner en 1995 dont il est membre depuis. Gimbel y joue de la guitare rythmique, du saxophone et de la flûte, ainsi que des claviers et participe aux chœurs.

### Vie privée
Lorsqu'il n'est pas sur la route avec Foreigner, Gimbel joue au golf.[réf. nécessaire]
Thom a trois frères et sœurs aînés et est, entre autres, lié au producteur de télévision et lauréat d'un Emmy Award Roger Gimbel (1925-2011).[réf. nécessaire]

## Discographie

### John Butcher

#### Albums studio
- 1985 : Along the Axis
- 1987 : Wishes
- 1989 : Pictures from the Front
- 2004 : American Dream

#### Album live
- 2002 : An Ocean In Motion: Live In Boston

### Aerosmith

#### Albums live
- 1998 : A Little South of Sanity

### Foreigner

#### Album studio
- 2009 : Can't Slow Down

#### Albums live
- 2010 : Can't Slow Down... When It's Live!
- 2012 : Alive and Rockin'
- 2014 : An Acoustic Evening With Foreigner - Enregistré au Dornier Museum de Friedrichshafen, en Allemagne, le 31 Juillet 2013.
- 2016 : In Concert: Unplugged
- 2018 : Foreigner with the 21st Century Symphony Orchestra & Chorus
- 2019 : Foreigner Live In Concert
- 2019 : Double Vision: THEN & NOW 40th anniversary